# Taotie
Los taotie (en chino: 饕餮; pinyin: Tāotiè; «glotón codicioso») son criaturas mitológicas de la Antigua China que comúnmente fueron estampadas en bronce y otros artefactos durante el primer milenio antes de Cristo. Taotie es una de las cuatro criaturas malvadas del mundo. En los textos clásicos chinos como el Clásico de las montañas y los mares, el demonio es nombrado junto a Hundun (混沌), Qiongqi (窮奇) y Taowu (梼杌). Se les oponen las Cuatro Criaturas Sagradas, el Dragón Azul, el Pájaro Bermellón, el Tigre Blanco y la Tortuga Negra. Los cuatro demonios también se yuxtaponen con los cuatro animales benevolentes que son el qilin (麒麟), el dragón (龍), la tortuga (龜) y el fenghuang (鳳凰).
El taotie se representa a menudo como un motivo en dings, que son vasijas de bronce rituales chinos de las dinastías Shang (1766-1046 a. C.) y Zhou (1046-256 a. C.). El diseño generalmente consiste en una máscara zoomorfa, descrita como frontal, simétrica bilateralmente, con un par de ojos levantados y típicamente sin área de la mandíbula inferior. Algunos argumentan que el diseño se remonta a piezas de jade encontradas en sitios neolíticos pertenecientes a la cultura Liangzhu (3310-2250 a. C.). También hay una notable similitud con los fragmentos de cerámica pintada que se encuentran en los sitios de la cultura baja xiajiadiense (2200-1600 a. C.).

## Etimología
Aunque los eruditos modernos usan la palabra taotie, en realidad no se sabe qué palabra usaron las dinastías Shang y Zhou para llamar al diseño de sus vasijas de bronce; como señala la paleógrafa estadounidense y erudita de la antigua China, Sarah Allan, no hay ninguna razón particular para suponer que el término taotie se conocía durante el período Shang. El primer uso conocido de taotie se encuentra en Zuo Zhuan, una historia narrativa de China escrita en 30 capítulos entre 722 y 468 a. C. Se usa para referirse a una de las cuatro criaturas malvadas del mundo: un hijo codicioso y glotón del clan Jinyun, que vivió durante la época del mítico Emperador Amarillo (c. 2698-2598 a. C.). Dentro del Zuo Zhuan, el escritor usa taotie para referirse a un "glotón".
No obstante, la asociación del término taotie es sinónimo de los motivos encontrados en los antiguos bronces Zhou (y Shang). El siguiente pasaje de los Crónica de la primavera y el otoño de Lü Buwei (16/3a, "Profecía") dice:

El taotie en los bronces de Zhou [ding] tiene cabeza pero no cuerpo. Cuando come gente, no se las traga, pero les hacen daño.

Sin embargo, Allan cree que la segunda parte de la oración debe traducirse de la siguiente manera porque la asociación entre la gula (significado en Zuo Zhuan) y el uso de dings para los sacrificios de comida a los espíritus "insaciables" de los muertos, es significativa.

Devoró a un hombre, pero antes de que pudiera tragárselo, su propio cuerpo sufrió daño

Li Zehou, un erudito chino de filosofía e historia intelectual, cree que la descripción del taotie en los Crónicas de la primavera y el otoño tiene un significado mucho más profundo y que «el significado de taotie no es [acerca de] “comer personas” sino realizar una misteriosa comunicación entre las personas y el cielo (dioses)».

Es difícil explicar lo que implica esto, ya que se han perdido muchos mitos sobre el "taotie", pero la indicación de que se come a la gente concuerda plenamente con su semblante cruel y temeroso. Para los clanes y tribus foráneos, simboliza el miedo y la fuerza; para su propio clan o tribu, era un símbolo de protección. Este concepto religioso, esta naturaleza dual, se cristalizó en sus extraños y horribles rasgos. Lo que hoy parece tan salvaje tenía una cualidad histórica y racional en su época. Es precisamente por esta razón que los viejos mitos y leyendas salvajes, los cuentos de barbarie y las obras de arte toscas, feroces y aterradoras de los antiguos clanes poseían un atractivo estético notable. Como sucedió con los poemas épicos de Homero y las máscaras africanas, sucedió con el "taotie", en cuyos horribles rasgos se concentraba una fuerza histórica profundamente arraigada. Es por esta fuerza histórica irresistible que el misterio y el terror del "taotie" se convirtió en lo bello, lo exaltado.

## Motivos de bronce

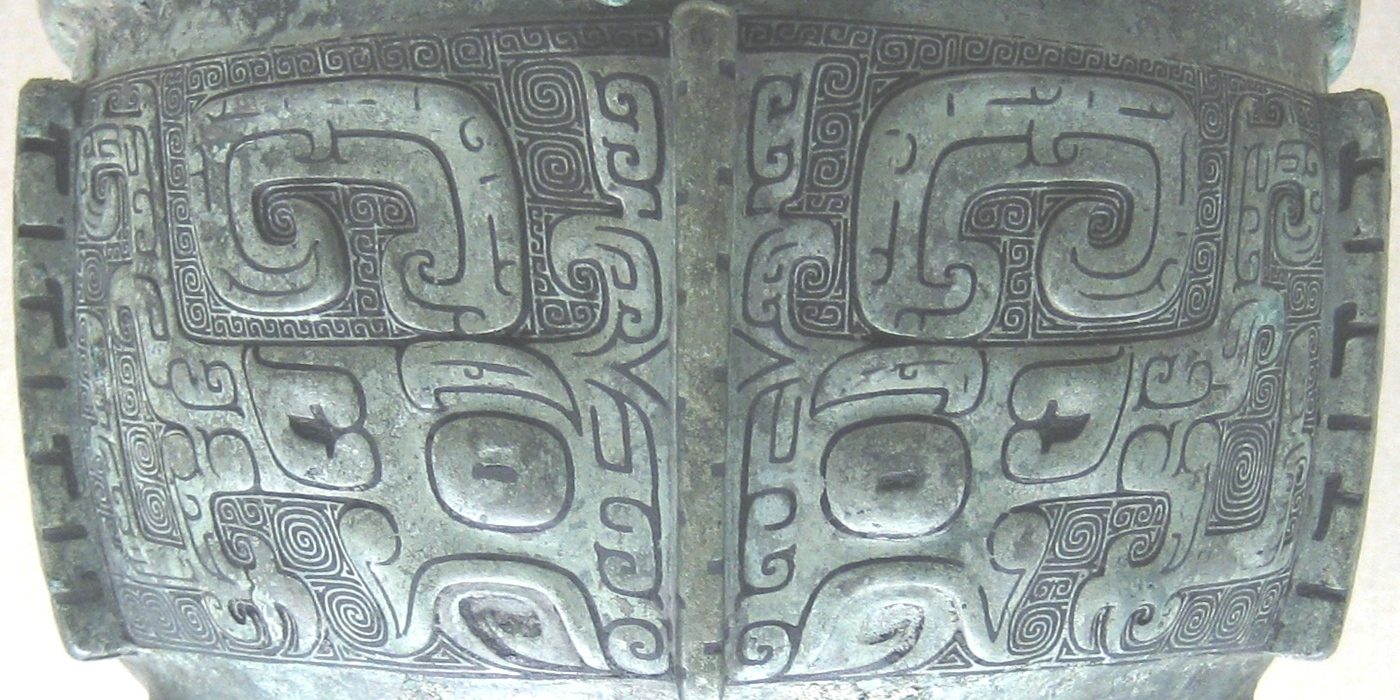
Taotie en una vasija de bronce ding de finales de la época Shang.

Los eruditos han estado perplejos durante mucho tiempo sobre el significado (si lo hay) de este diseño teriomórfico, y todavía no existe una única respuesta común. Las hipótesis van desde la creencia de Robert Bagley de que el diseño es el resultado del proceso de fundición y, en lugar de tener un significado iconográfico, fue la expresión artística de los artistas que poseían el conocimiento tecnológico para fundir bronce, hasta teorías que dicen que representa antiguas máscaras faciales que alguna vez pudieron haber sido usadas por los chamanes o los dioses-reyes que eran el vínculo entre la humanidad y sus antepasados fallecidos.
La alguna vez popular creencia de que los rostros representaban a los animales utilizados en las ceremonias de sacrificio ahora ha sido más o menos rechazada (los rostros de bueyes, tigres, dragones, etc., pueden ni siquiera estar destinados a representar animales reales). Los académicos modernos favorecen una interpretación que apoya la idea de que los rostros tienen significado en un contexto religioso o ceremonial, ya que los objetos en los que aparecen casi siempre están asociados con tales eventos o roles. Es interesante que incluso las inscripciones de adivinación Shang no arrojan luz sobre el significado del taotie.

## Interpretaciones posteriores

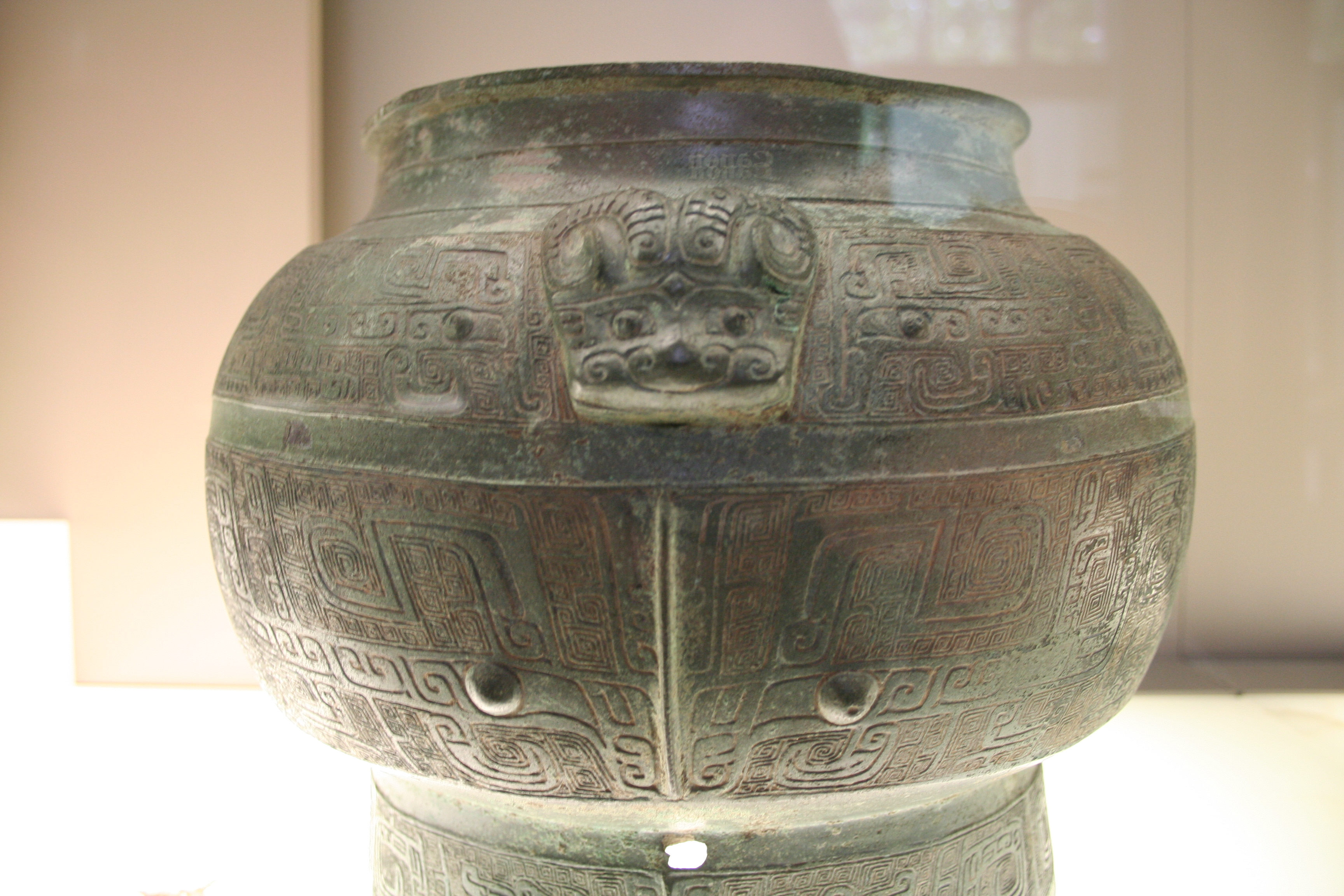
Un recipiente con un diseño de taotie del Museo Cernuschi, París.

Durante la dinastía Ming, varios eruditos compilaron listas de motivos tradicionales vistos en arquitectura y arte aplicado, que eventualmente se codificaron como los Nueve Hijos del Rey Dragón (龍生九子). En la lista más antigua conocida de este tipo (en la que las criaturas aún no se llaman «hijos del dragón», y hay catorce de ellas, en lugar de nueve), dada por Lu Rong (1436-1494) en sus Registros misceláneos desde el jardín de frijoles (菽園雜記, Shuyuan zaji), el taotie aparece con una descripción bastante improbable, como una criatura a la que le gusta el agua y representada en puentes. Sin embargo, una posterior lista conocida de los Nueve Hijos del Rey Dragón dada por Yang Shen (1488-1559) concuerda con el uso antiguo y moderno del término:
 

Al taotie le gusta comer y beber; suele aparecer en la superficie de los dings.

Algunos eruditos creían que el motivo taotie es una referencia a Chi You y se utiliza como advertencia para las personas que codician el poder y la riqueza.
En El libro de los seres imaginarios (1957) Jorge Luis Borges interpretó las figuras como la representación de un monstruo de dos cuerpos y cabeza de perro que representaba la avaricia y la glotonería.

## Cultura popular
Los Tao Tie (deletreados como "Tao Tei") son los principales antagonistas de la película épica de fantasía histórica de 2017 La gran muralla. En la película, se los representa como criaturas alienígenas cuadrúpedas, de piel verde, con dientes de tiburón, ojos ubicados en sus hombros y el motivo taotie visible en sus cabezas. Se les muestra viviendo en una colmena eusocial similar a las de las hormigas, desde donde atacan la capital de China cada 60 años para recolectar comida para alimentar a su reina.
Taotie es el nombre de un jabalí antagonista en la serie animada de DreamWorks Kung Fu Panda: la leyenda de Po.
Toutetsu Yuuma, uno de los jefes finales de Touhou Project está inspirado en esta criatura.